# Christian Hemberg
Christian Hemberg (6 dicembre 1981) è un ex calciatore svedese, di ruolo attaccante.

## Carriera

### Club
Hemberg giocò per il Toretorps, prima di passare allo Örgryte, formazione militante nell'Allsvenskan. Nel 2007 si trasferì al Raufoss, per cui debuttò nella 1. divisjon in data 9 aprile 2007, quando fu titolare nel pareggio per 2-2 sul campo del Notodden. Segnò la prima rete il 16 maggio, nella vittoria per 2-3 in casa del Mandalskameratene. Nel 2008, giocò per gli islandesi del KS/Leiftur.

### Nazionale
Conta 2 presenze per la Svezia.